# 李贤 (丰城侯)
李贤（？—1451年），中書省鳳陽府定遠縣（今安徽省定遠縣）人，明朝军事将领。丰城侯。
李贤继承其父李彬的侯爵爵位。宣德三年，跟随明宣宗出塞，并修建永寧、隆慶諸城。正統初年，镇守大同，之后改为守備南京。景泰二年去世，贈豐國公，謚忠憲。其爵位传给子李勇。